# Toda Donzela Tem um Pai que É uma Fera
Toda donzela tem um pai que é uma fera é um filme de comédia brasileiro de 1966 dirigido e escrito por Roberto Farias. O roteiro é baseado na peça de teatro homônima de Gláucio Gill. Trilha sonora de Oscar Castro Neves 

## Elenco
- John Herbert...Porfírio
- Reginaldo Faria...Joãozinho
- Walter Forster...General
- Vera Vianna...Dayse
- Milton Gonçalves...Porteiro
- Rosana Tapajós...Loló
- Adalgiza Nogueira

## Sinopse
Depois do baile de carnaval, a solteira Dayse volta para o apartamento do namorado Joãozinho, onde mora. O pai da moça, um severo general, descobre o endereço e vai até lá armado, disposto a forçar o casamento da filha com o rapaz. Joãozinho vai até o apartamento do vizinho e amigo Porfírio e lhe pede que esconda Dayse ali, até que o general vá embora. Porfírio não quer se envolver mas quando o amigo lhe conta que o general o obrigará a casar, ele acha que é muita crueldade e resolve esconder a moça. Mas o plano não dá certo e o general acaba achando que Dayse mora com Porfírio, que tem fama de libertino, e o obriga a assinar os papeis de casamento. Desesperado, Porfírio pede ajuda a Loló, uma vizinha atrapalhada, para que passe por sua esposa e convença o general de que ele já é casado.